# Miconia rivalis
Miconia rivalis är en tvåhjärtbladig växtart som beskrevs av John Julius Wurdack. Miconia rivalis ingår i släktet Miconia och familjen Melastomataceae. Inga underarter finns listade i Catalogue of Life.